# Graham (Texas)
Graham è un comune degli Stati Uniti d'America, situato in Texas, nella contea di Young, della quale è anche il capoluogo.